# Download digital

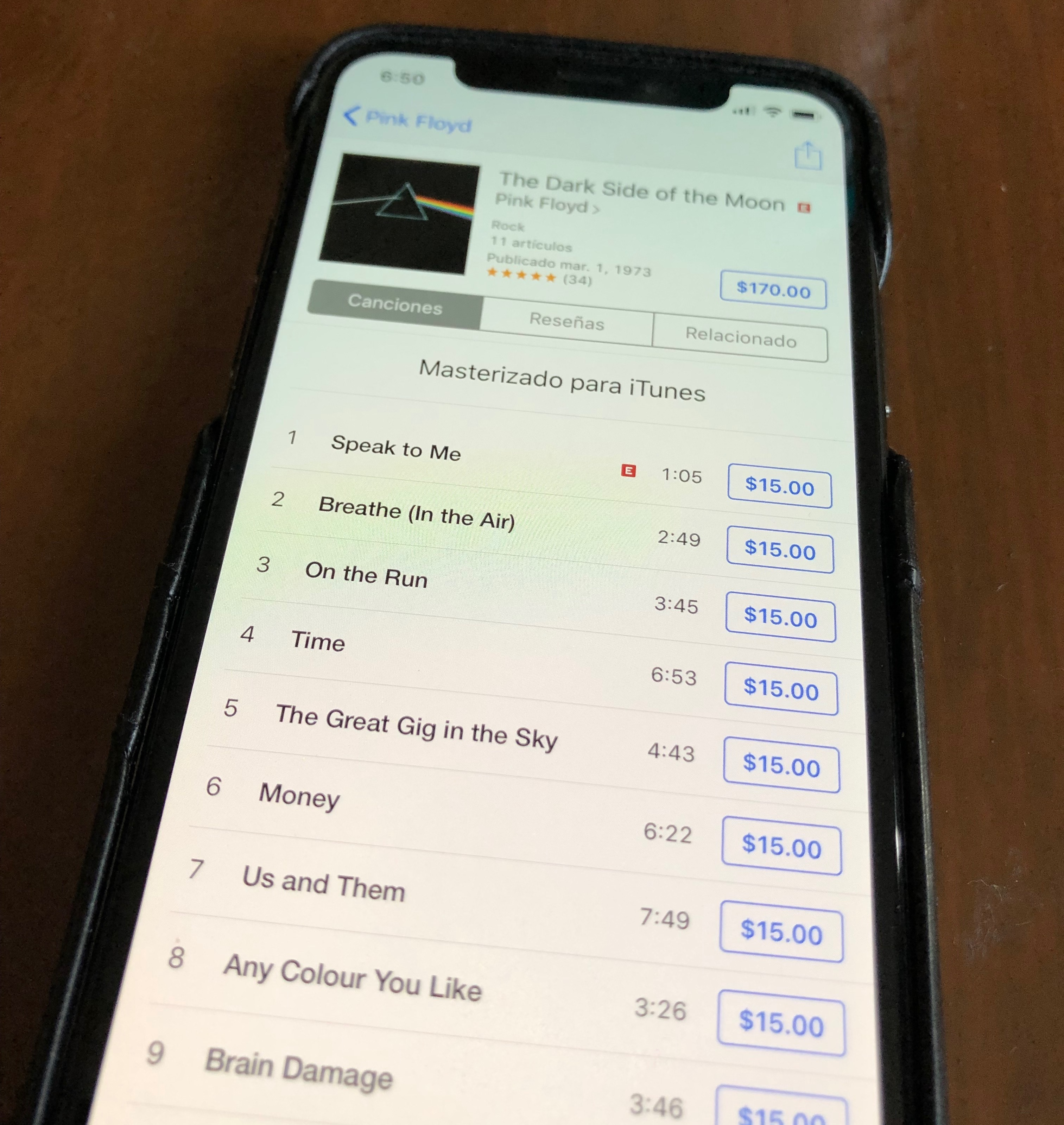
O iTunes Store do México no telefone celular

Uma descarga digital (também conhecida como download digital, single digital ou download digital pago) é um formato legal de single disponível apenas para compra online.
As descargas digitais são oferecidas com gestão de direitos digitais, que restringe a cópia das faixas e permite reproduzir músicas compradas apenas em dispositivos de música fabricados pela mesma empresa da loja. Por exemplo, músicas compradas pelo iTunes apenas serão tocadas num iPod.
As descargas legais de música existem desde 2000. As descargas digitais pagas devem sofrer com o desenvolvimento de novas técnicas que permitem a extração digital das faixas tocadas nas rádios que, apesar de oferecerem baixa qualidade de som, também é uma prática legal.
Em janeiro de 2017, os DVDs e Blu-rays deixaram de ser o meio mais lucrativo para distribuição de mídia no Reino Unido, sendo ultrapassados pelo download digital e streaming.
As lojas online mais procuradas que vendem singles e álbuns incluem digitalmente o Google Play, iTunes Store, o Napster, a Windows Store (para Windows 8 ou superior) e o MusicGiants.

## Descargas digitais nalguns países

### Brasil
No Brasil, as descargas digitais ainda são pequenas; porém, o Brasil está entre os países em que mais crescem as descargas digitais, segundo uma publicação anual do IFPI, que revela que o país é o maior mercado digital na América Latina e que, de 2007 a 2008, mais que duplicou a quantidade de descargas pagas. Várias previsões admitem até que o Brasil será um dos mais fortes mercados digitais mundialmente, no futuro, já que os brasileiros são o povo que mais tempo passa conectado à internet, comparativamente a qualquer outra nação no globo terrestre, 23 horas e 10 minutos por mês. E encerra que este feito também está atribuído às redes sociais, entre eles YouTube, MySpace e Spotify que obtém uma grande audiência no país.
| “ | Na Europa e nos Estados Unidos o single migrou para a música digital. Mas são lugares com uma forte inclusão digital. O Brasil ainda é baseado no mercado físico. | ” |

No mês de maio de 2011, foi divulgado que a iTunes Store, chegaria ao Brasil, no mês de outubro. No início os cartões pré-pagos, poderiam ser adquiridos, apenas em revendedoras da Apple, como Fast Shop, Fnac e Extra.
Porém, houve atraso e ela não chegou em outubro, um colunista da Veja, disse que chegaria dia 8 de outubro, porém, não chegou e surgiram boatos que só chegaria em 2012 ao Brasil. Mas, a Apple se antecipou e lançou a iTunes Brasil no dia 13 de dezembro de 2011. O lançamento da iTunes no Brasil chegou em 1º lugar nos TT's Brasil e em 9º no Mundial, o que fez que várias pessoas terem curiosidade de acessarem a novidade. As músicas são vendidas pelos preços de US$ 0,99 e US$ 1,29, além de músicas, outras novidades chegaram como os filmes e ringtones. Outro fato que se destaca é que além de artistas internacionais, muitos cantores e bandas brasileiros estão vendendo músicas on-line através da loja, mas, artistas internacionais também estão vendendo músicas na loja brasileira.

### Estados Unidos
Nos Estados Unidos, downloads digitais foram primeiramente compilados pela Billboard em 2003, mas não ganharam aceitação do público no país até Fevereiro de 2005, quando vendas digitais de singles começaram a ser incluídas na parada Hot 100 e outras paradas da Billboard. Um ano antes, a parada Hot 100 era similar à parada Hot 100 Airplay, devido ao fato das vendas de CD-single praticamente não afetarem a parada. A inclusão de vendas digitais auxiliou várias canções a atingirem altas posições, incluindo o cover por Jessica Simpson de "These Boots Are Made for Walkin'", que se tornou o seu segundo single de melhor posição no Hot 100 graças às vendas digitais. Outro exemplo é "Do Somethin'" de Britney Spears, que não foi lançada para as rádios, mas apareceu na parada em 2005 devido a um Top 60 (#59) de vendas digitais.

### Japão
O Japão é o país com o maior número de downloads digitais no mundo. A maior venda digital lá, e em todo o mundo é "Flavor Of Life" por Utada Hikaru, com cerca de 5,58 milhões de downloads pagos. O segundo lugar é de "Keep Tryin'" também por Utada Hikaru, com 2,5 milhões de downloads digitais. O terceiro lugar é de "Koi no Tsubomi" por Kumi Koda, com 2,3 milhões de downloads pagos.

## Indústria computacional
Na indústria computacional, um logiciário (software) comprado e descarregado de uma loja digital é chamado de descarga digital. Além disso, o descarregamento fica disponível imediatamente após o cartão de crédito do comprador ser carregado. O maior benefício de descargas digitais é que, em pouco tempo, é possível adquirir determinado produto desejado. O problema é que o comprador não pode adquirir nenhum produto tangível (sem disco óptico, caixa ou manual, por exemplo).